# جيولوجيا عطارد

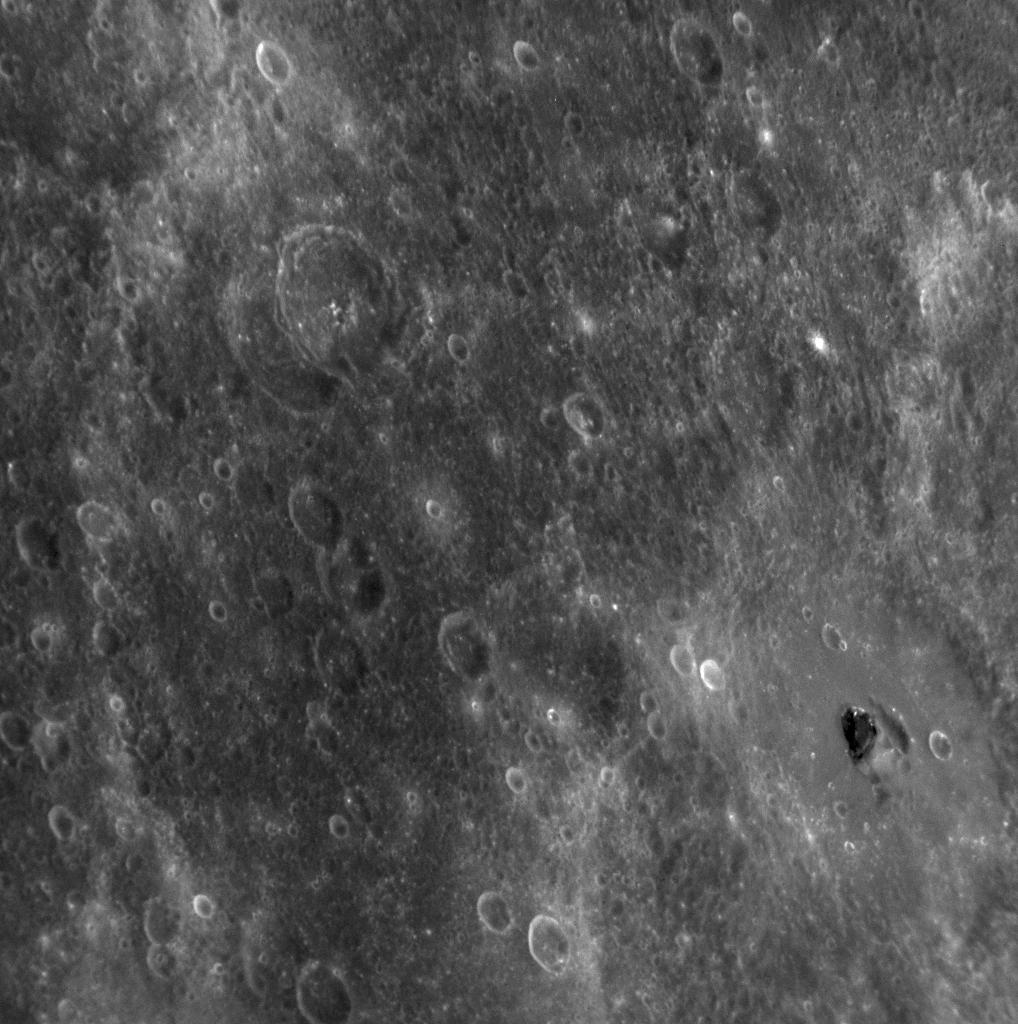
بقعة سوداء غير معروفة المصدر على عطارد.

إن جيولوجيا كوكب عطارد تُعتبر الأقل فهمًا من بين جميع الكواكب الأرضية في النظام الشمسي، ويعود ذلك إلى قرب كوكب عطارد من الشمس بصورة كبيرة مما يجعل الوصول إليه يُشكل تحديًا كبيرًا من خلال الناحية التكنولوجية كما أنه يَصعُب رصدُه من خلال المراصد الأرضية
تسود بعض الظواهر الجيولوجية على سطح كوكب عطارد، مثل الفوهات الصدمية والصخور البازلتية والسهول الملساء، وكثير من هذه الظواهر نتيجة للفياضانات البازلتية مُشابهةً في بعض الجوانب لبحار القمر، وتنتشر أيضًا على سطح عطارد رواسب الحمم البركانية وأيضًا فإن من بعض السمات المُميزة لهذا الكوكب هي المخاريط البركانية التي تبدو كأنها مصدر أودية الماجما المنحوتة